# Moutoki Island
Moutoki Island ist eine Insel in der Bay of Plenty im Norden der Nordinsel von Neuseeland.

## Geographie
Moutoki Island befindet sich knapp 8 km nördlich des Festlandes und rund 15,5 km nordwestlich von Whakatāne, dem Verwaltungssitz des Whakatāne District. Die Inselbesteht aus zwei ständig aus dem Wasser ragenden Teilen, die rund 30 % der Insel ausmachen. Der restliche Teil der Insel wird zum Teil bei Hochwasserstand überflutet. Die Fläche der gesamten Insel beträgt rund 5 Hektar, bei einer Länge von rund 600 m in Südwest-Nordost-Richtung und einer maximalen Breite von rund 130 m in Nordnordwest-Südsüdost-Richtung. Die höchste Erhebung der Insel befindet sich mit 42 m im nördlichen Teil.
Rund 810 m westlich ist die Nachbarinsel Rurima Island zu finden und in einer Entfernung von rund 7 km in Ostsüdöstlicher Richtung Moutohora Island.